# Dalla dimidiatus
Dalla dimidiatus is een vlinder uit de familie van de dikkopjes (Hesperiidae). De wetenschappelijke naam van de soort werd voor het eerst geldig gepubliceerd in 1867 door Cajetan Freiherr von Felder & Felder.